# Мюттерсольц
Мюттерсольц (фр. Muttersholtz [mytəʁsɔlt͡s]) — коммуна на северо-востоке Франции в регионе Гранд-Эст (бывший Эльзас — Шампань — Арденны — Лотарингия), департамент Нижний Рейн, округ Селеста-Эрстен, кантон Селеста. До марта 2015 года коммуна административно входила в состав упразднённого кантона Маркольсайм (округ Селеста-Эрстен).
Площадь коммуны — 12,67 км², население — 1877 человек (2006) с тенденцией к росту: 1983 человека (2013), плотность населения — 156,5 чел/км².

## Население
Население коммуны в 2011 году составляло 1938 человек, в 2012 году — 1961 человек, а в 2013-м — 1983 человека.
| 1962 | 1968 | 1975 | 1982 | 1990 | 1999 | 2006 | 2008 | 2011 | 2012 | 2013 |
| ---- | ---- | ---- | ---- | ---- | ---- | ---- | ---- | ---- | ---- | ---- |
| 1383 | 1450 | 1559 | 1629 | 1651 | 1719 | 1877 | 1904 | 1938 | 1961 | 1983 |

Динамика населения:

## Экономика
В 2010 году из 1253 человек трудоспособного возраста (от 15 до 64 лет) 986 были экономически активными, 267 — неактивными (показатель активности 78,7 %, в 1999 году — 73,1 %). Из 986 активных трудоспособных жителей работали 905 человек (476 мужчин и 429 женщин), 81 числились безработными (36 мужчин и 45 женщин). Среди 267 трудоспособных неактивных граждан 89 были учениками либо студентами, 114 — пенсионерами, а ещё 64 — были неактивны в силу других причин.

## Достопримечательности (фотогалерея)

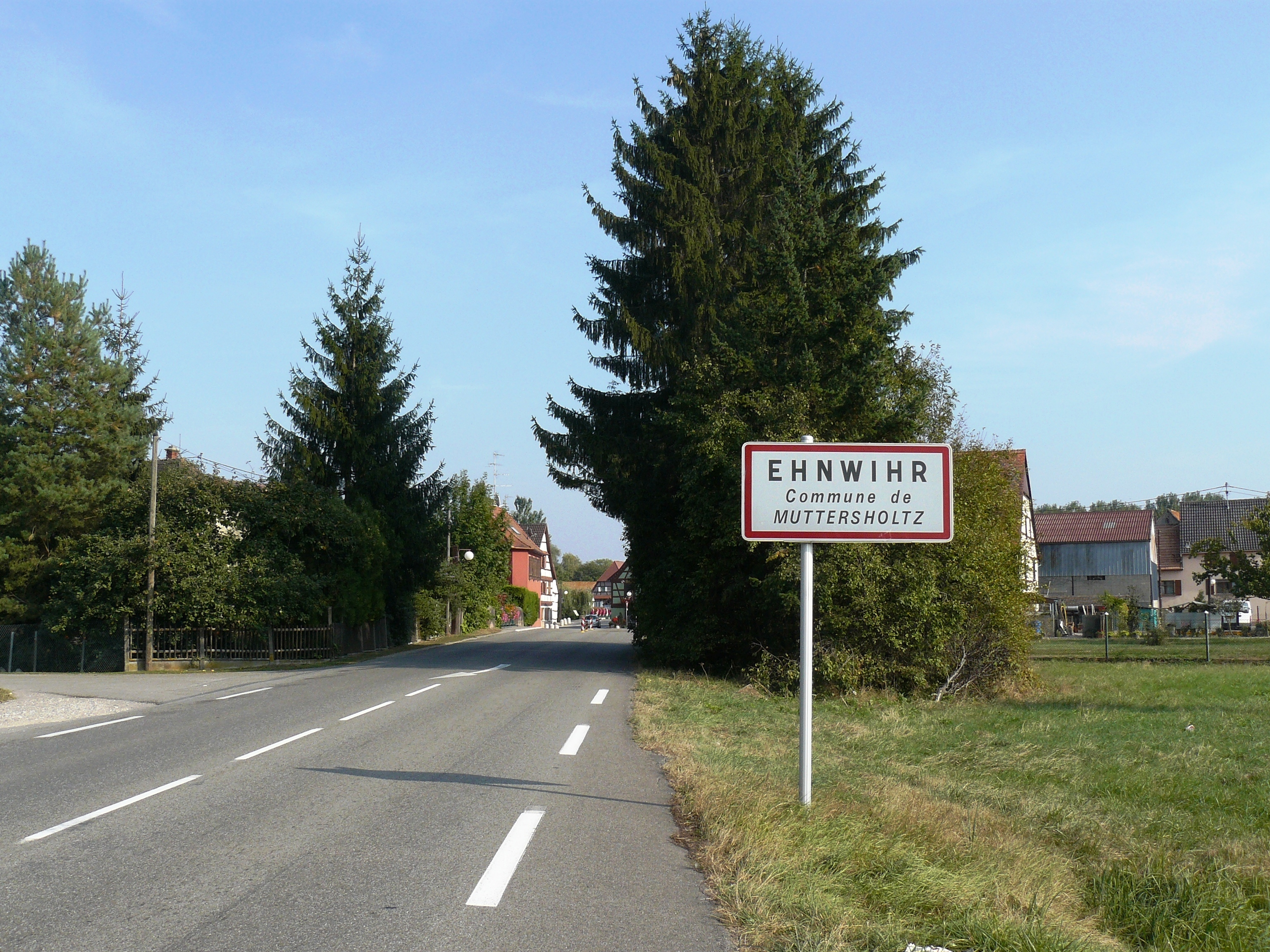
На въезде в коммуну
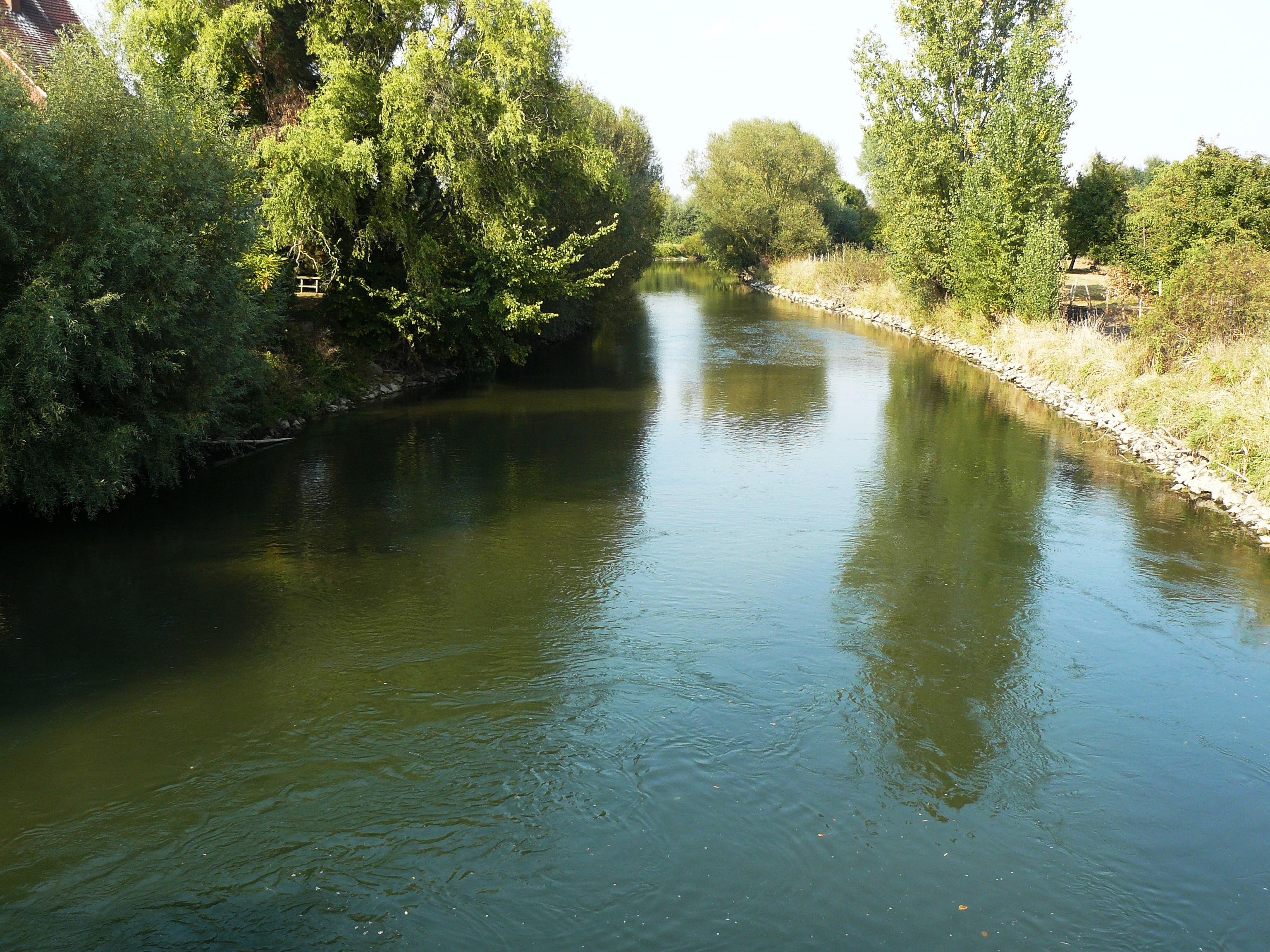
Река Илль
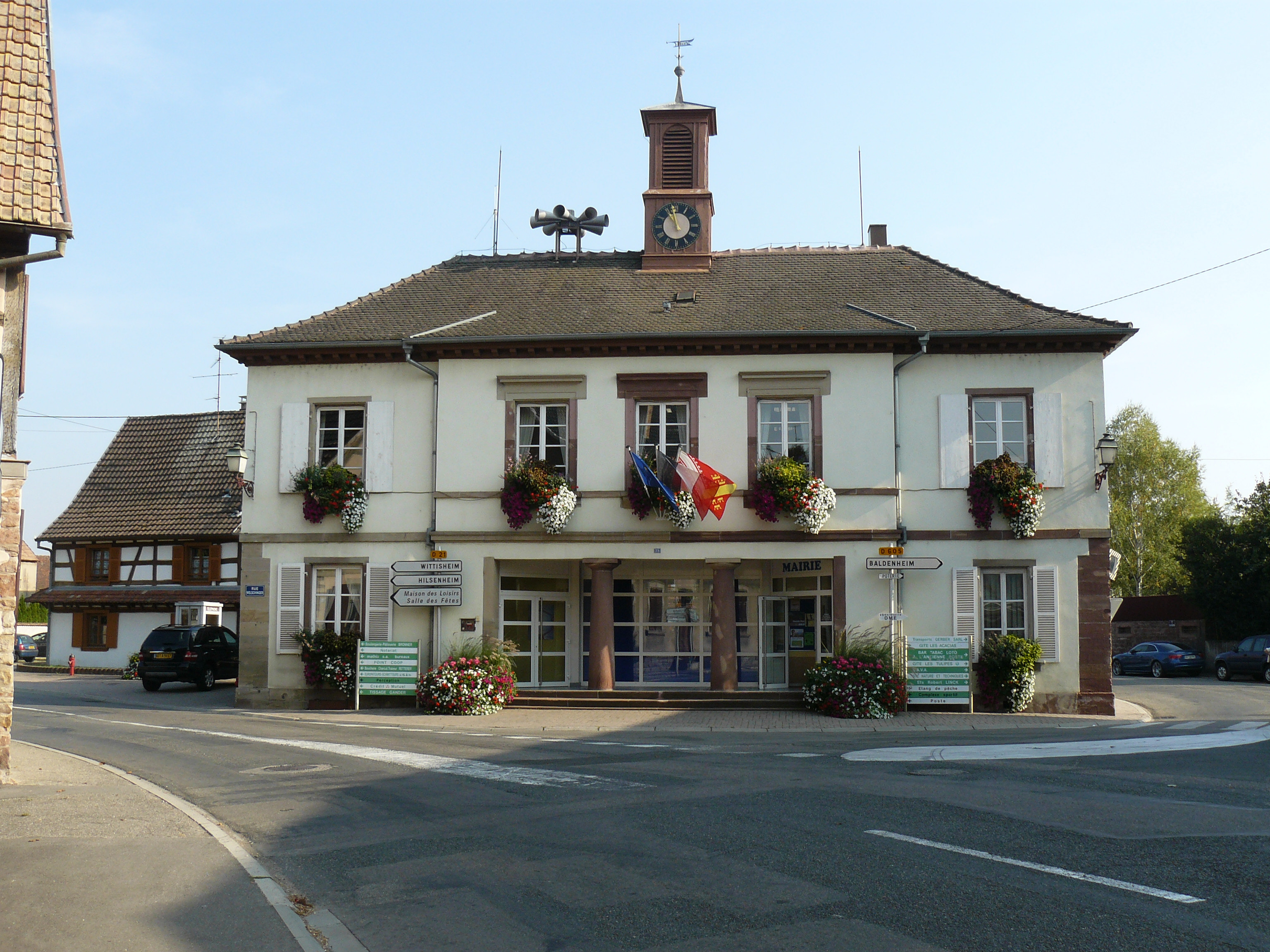
Здание мэрии
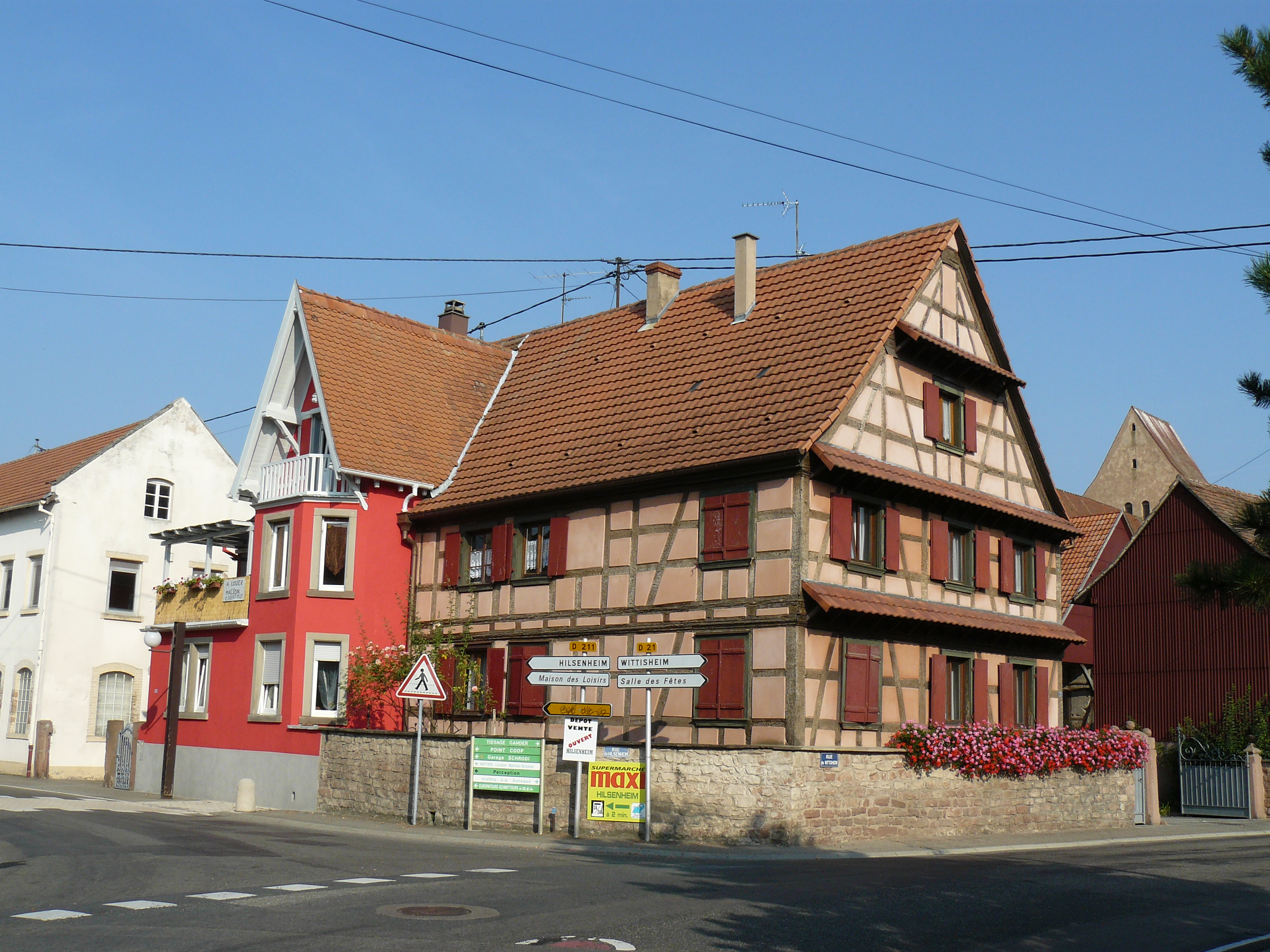
Фахверковый дом
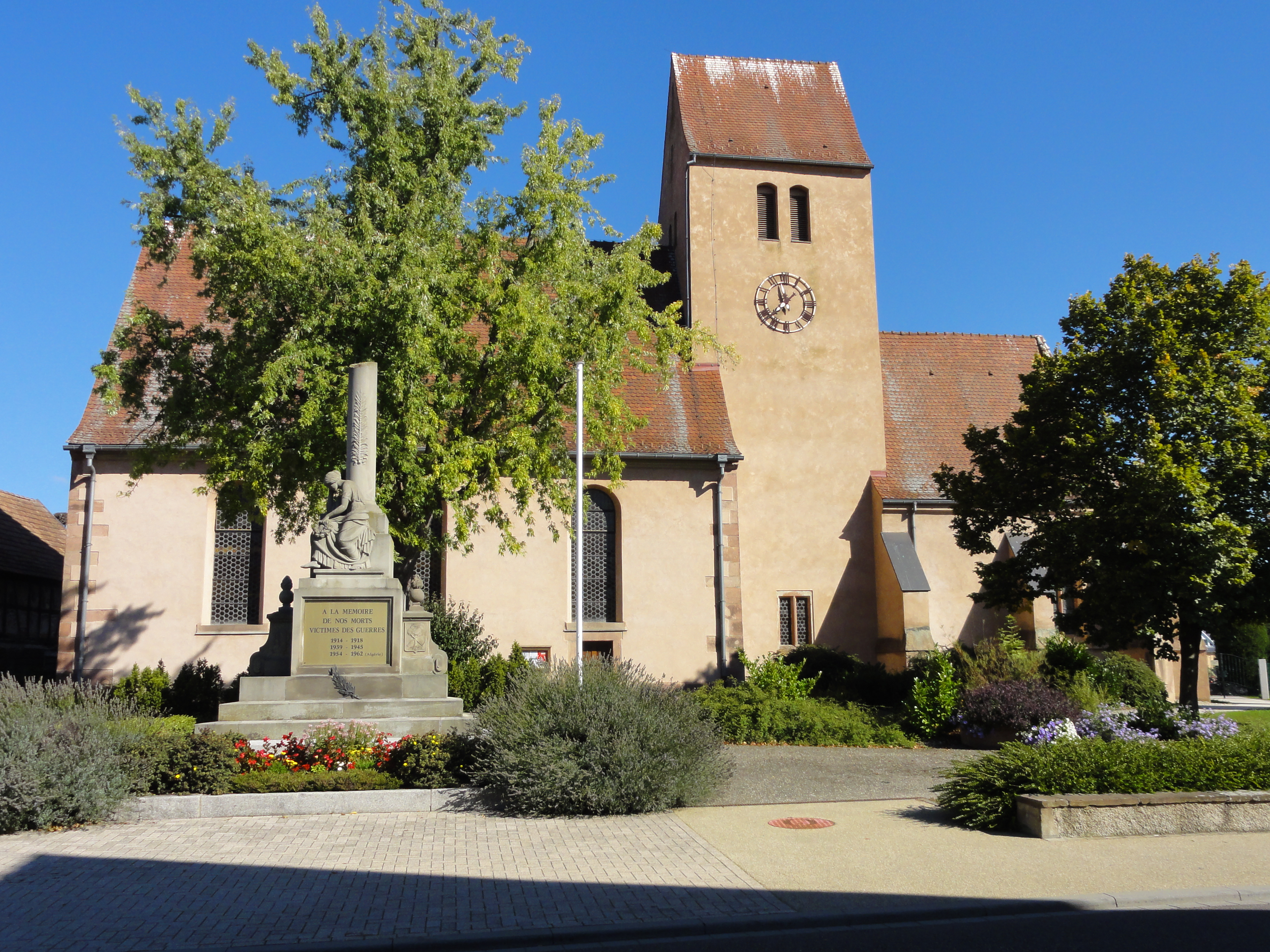
Протестантская церковь
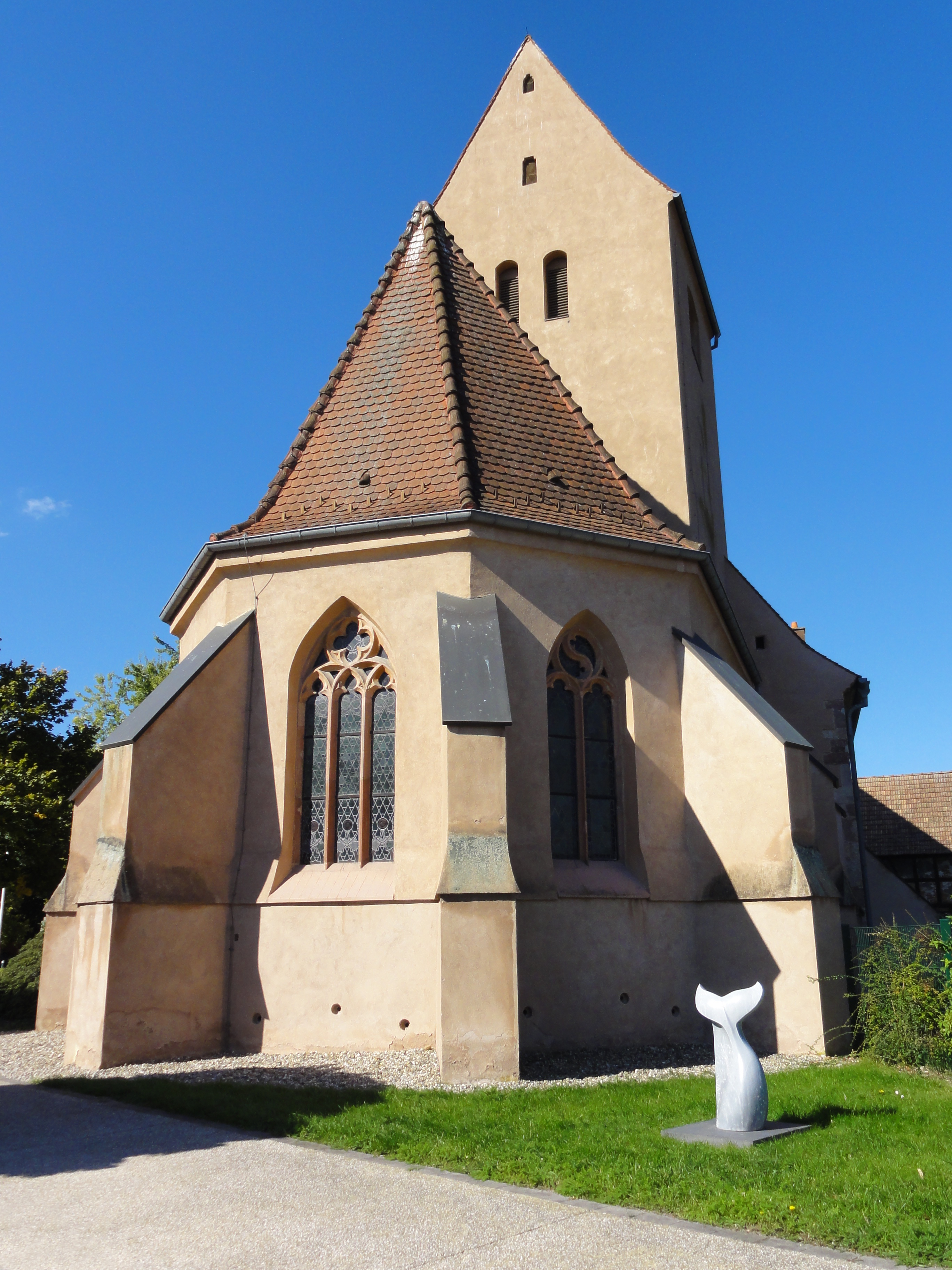
Придел протестантской церкви
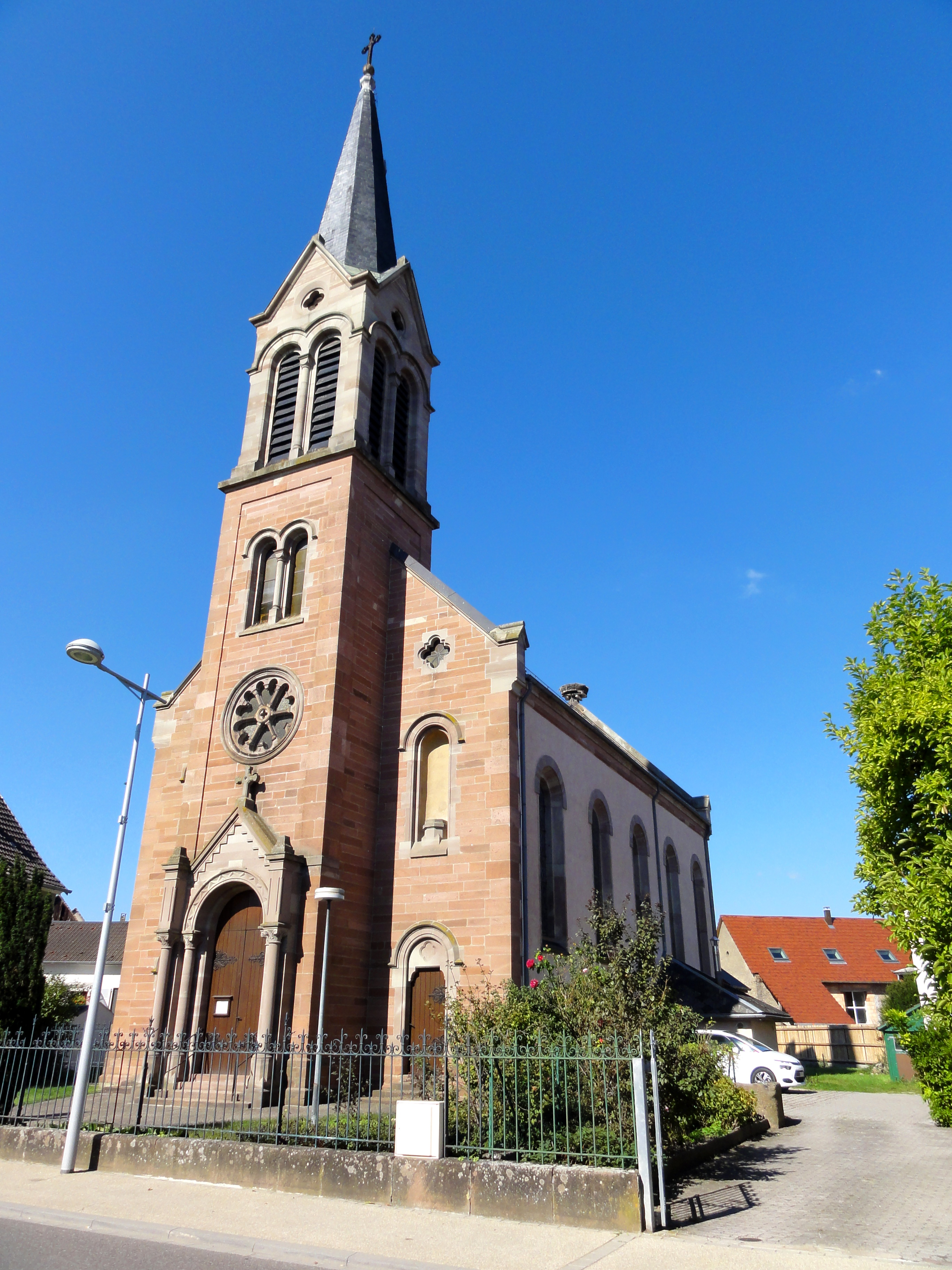
Католическая церковь
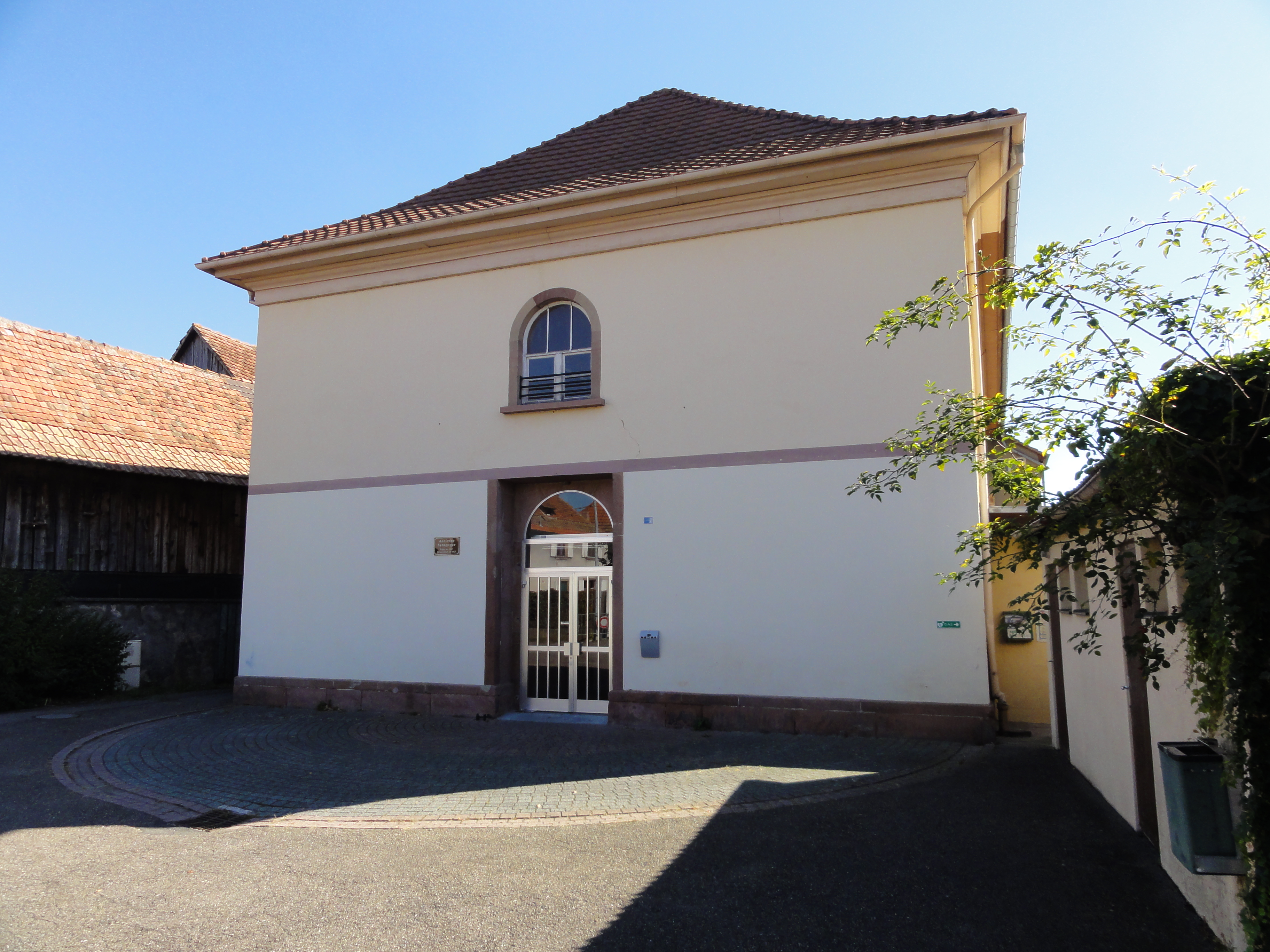
Старая синагога (ныне тренажёрный зал)
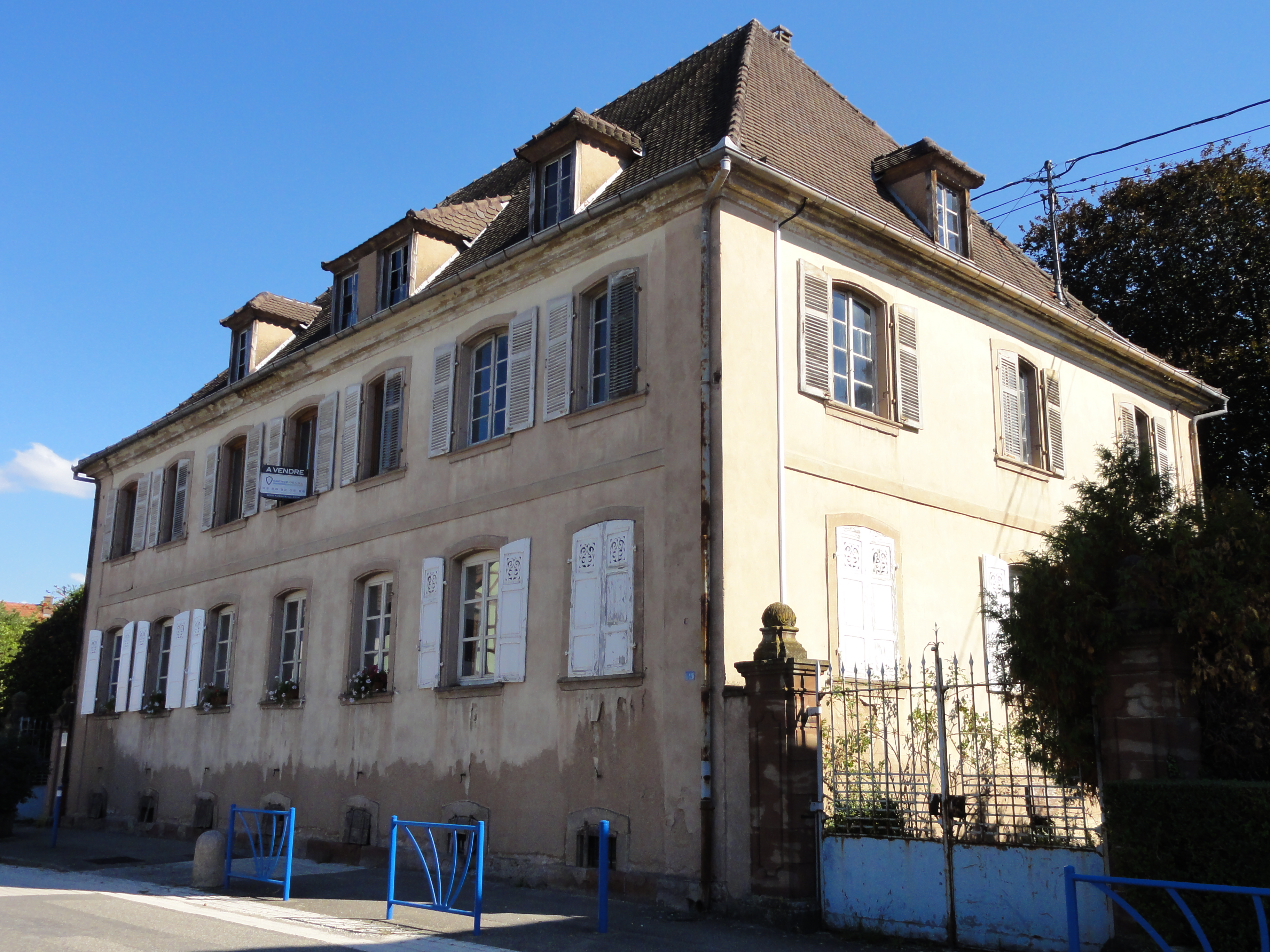
Дом нотариуса
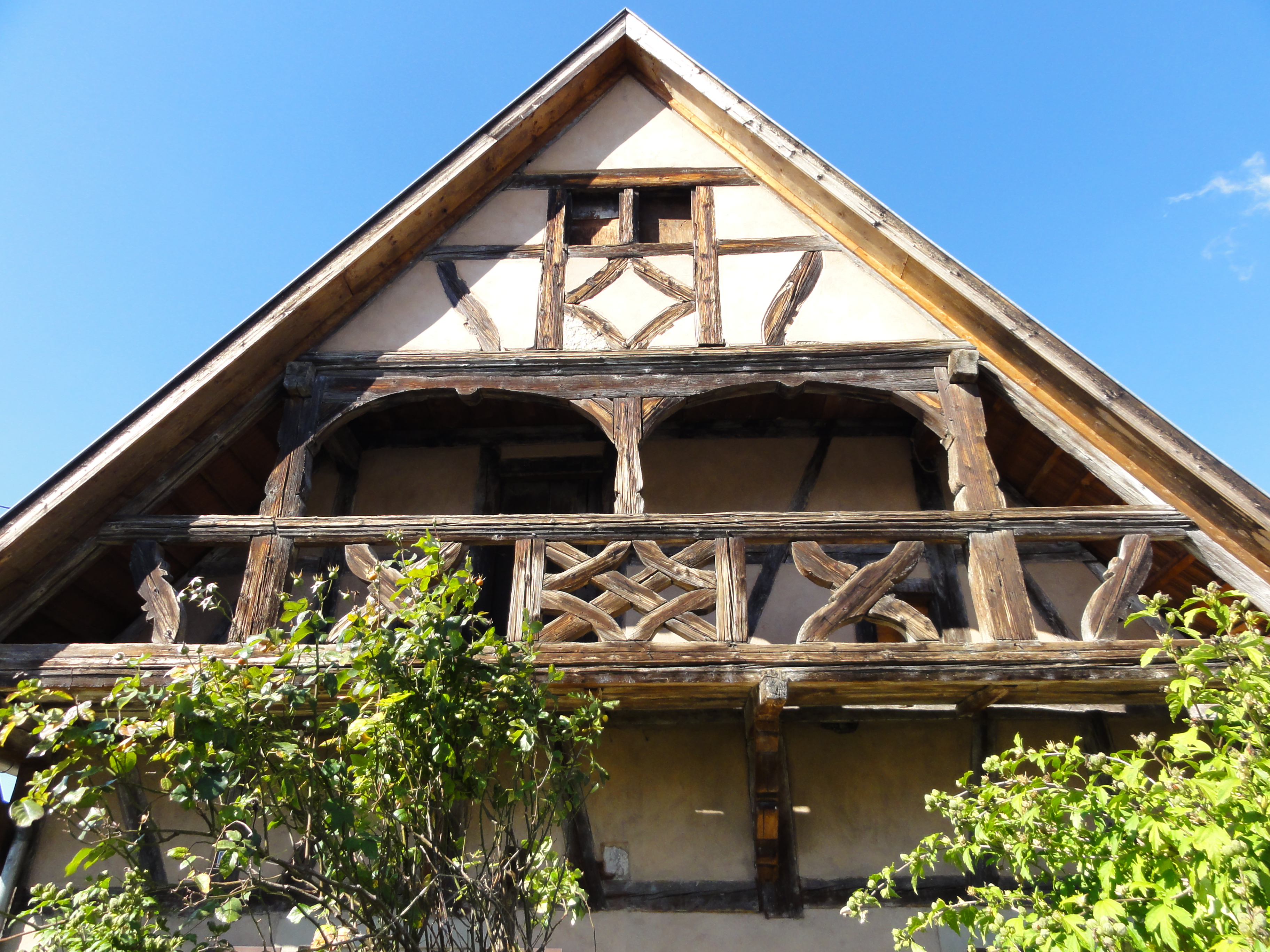
Фахверковый дом
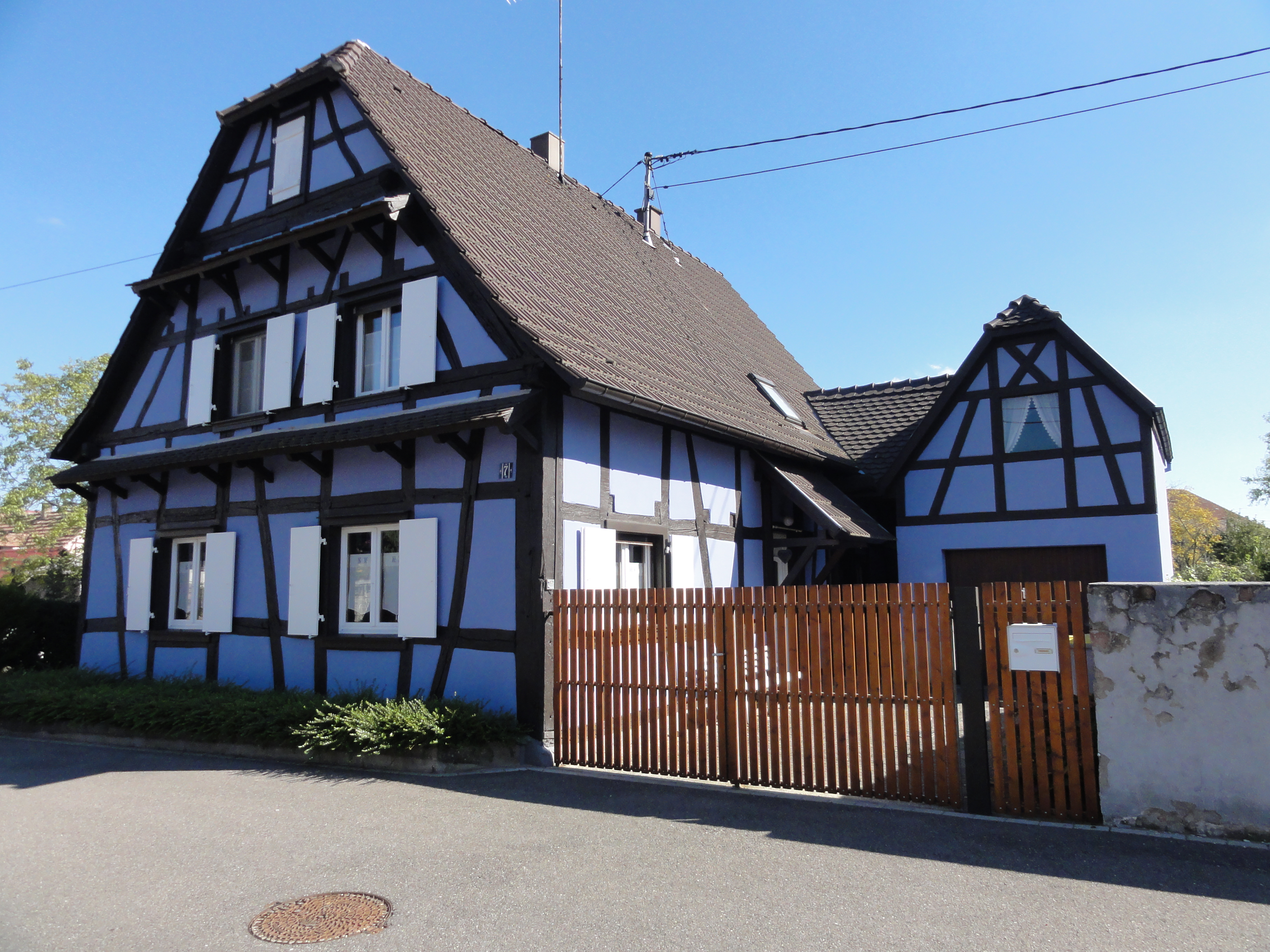
Фахверковый дом
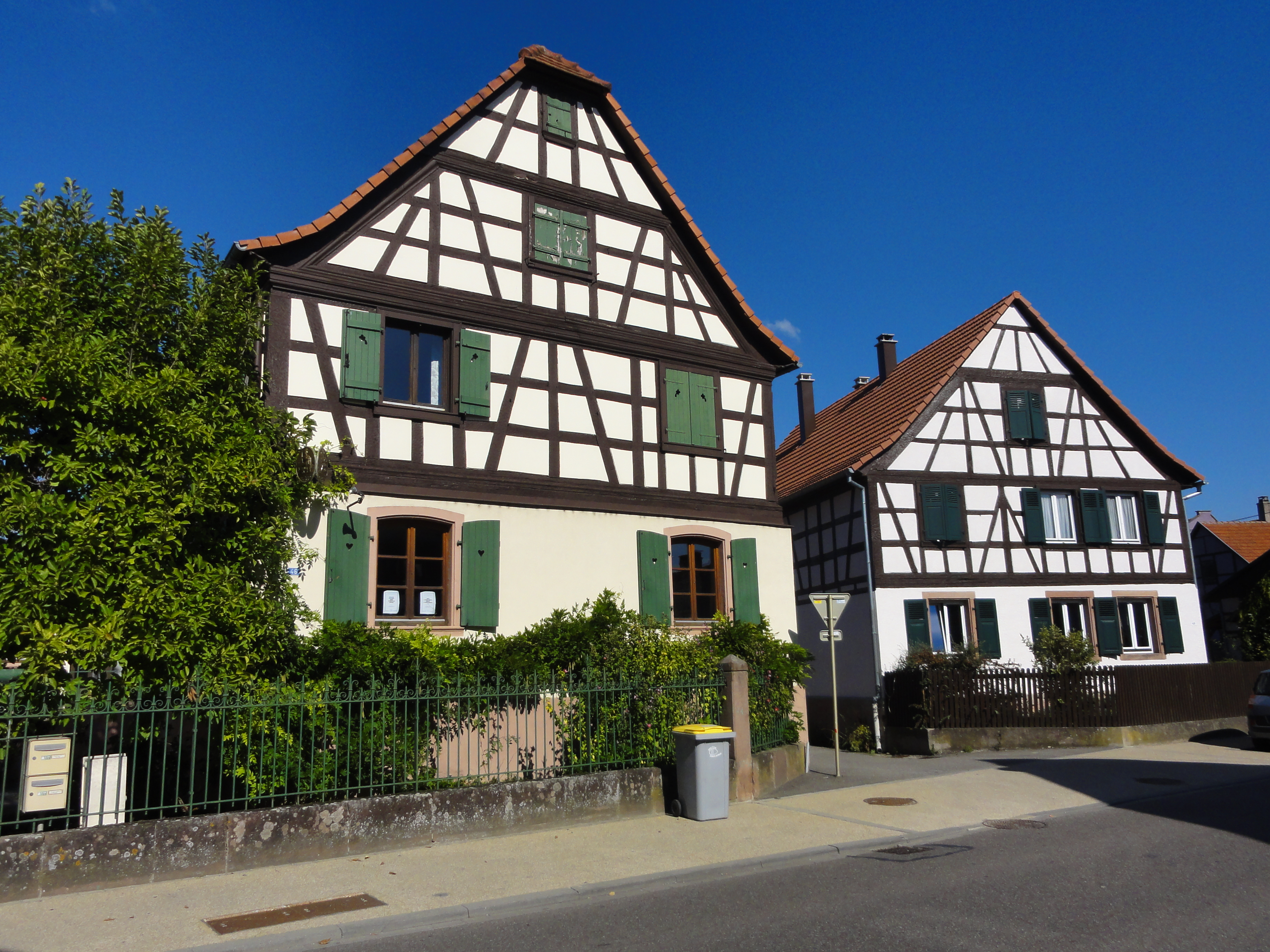
Фахверковый дом
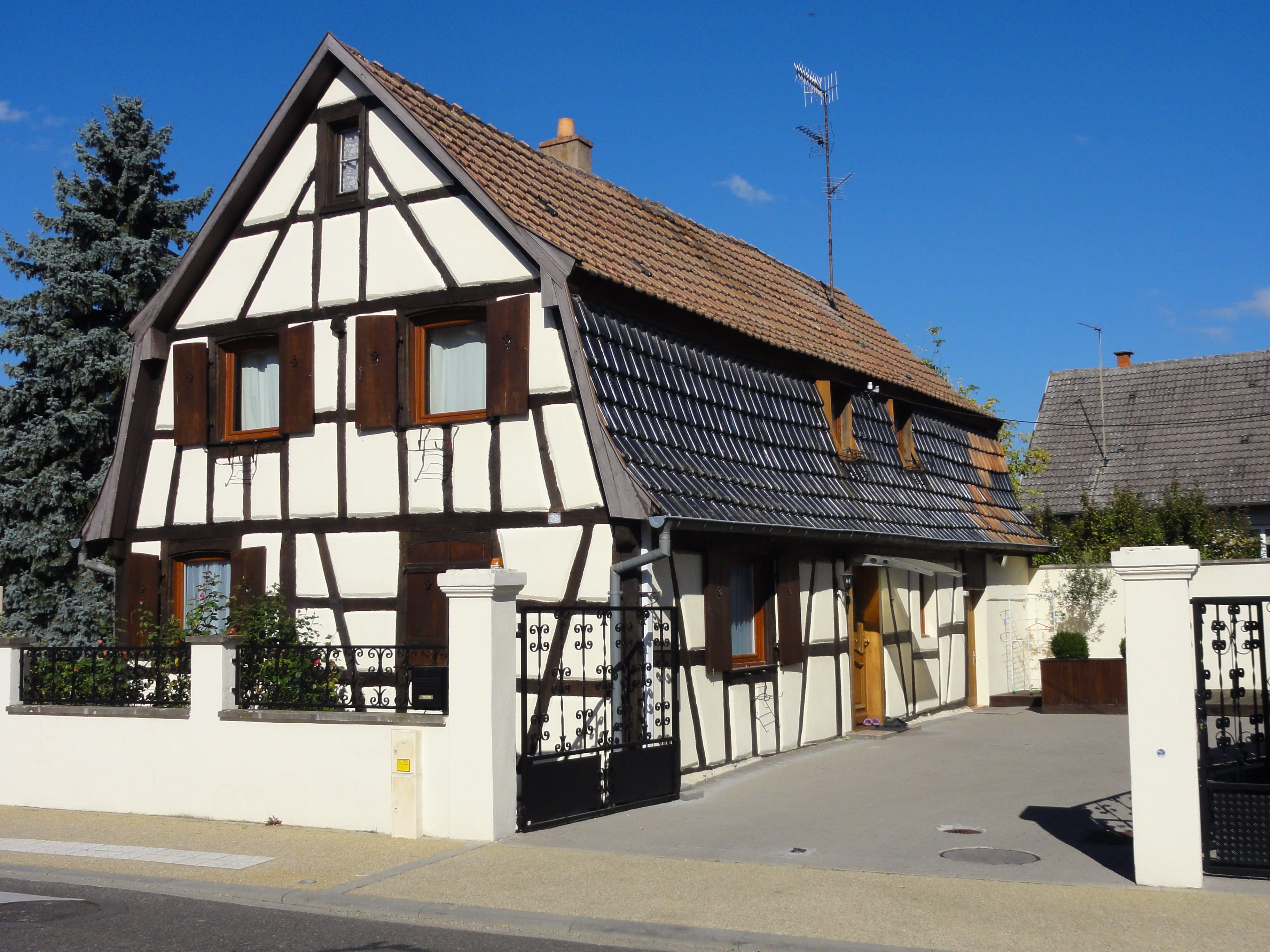
Фахверковый дом
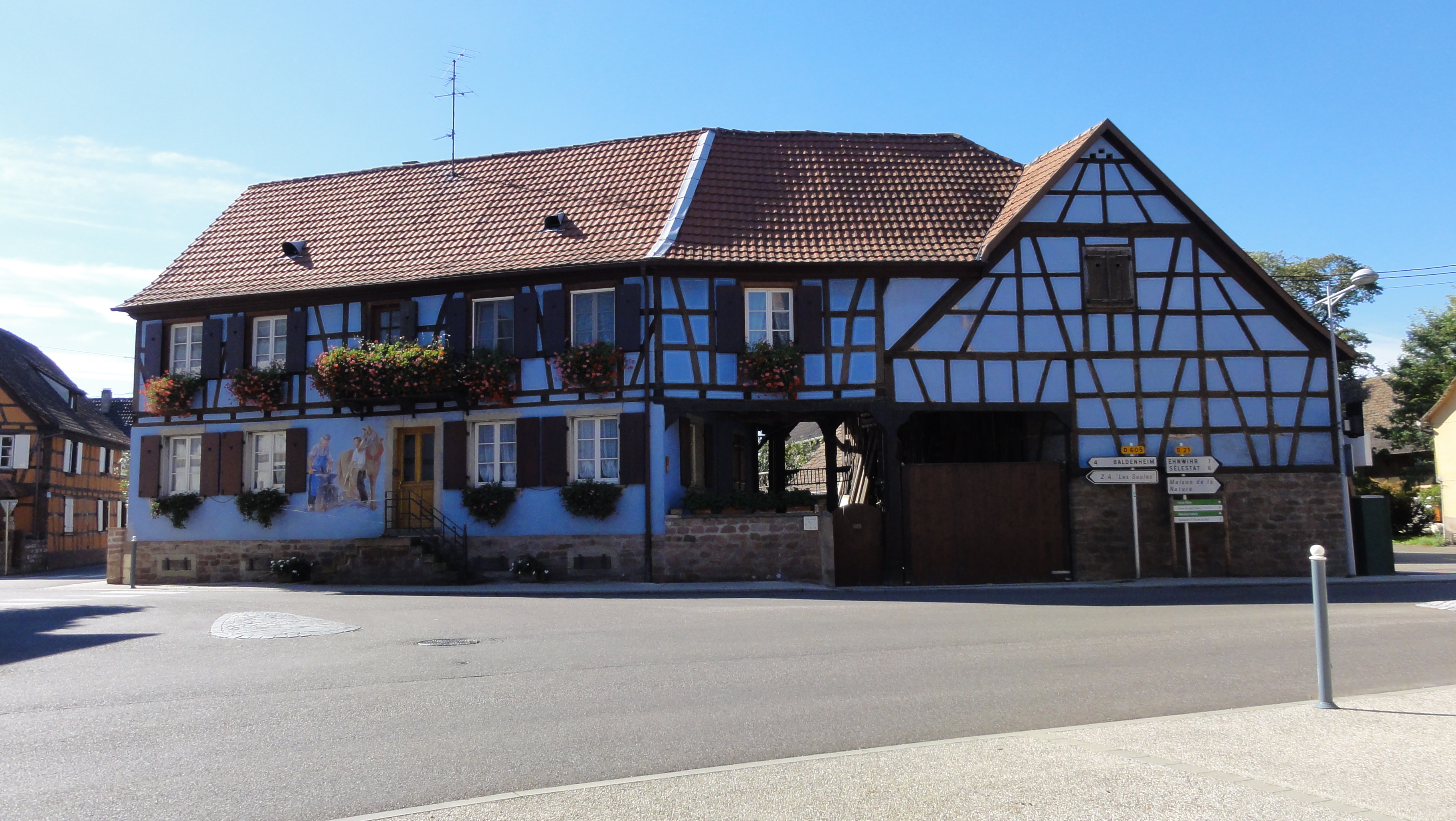
Фахверковый дом
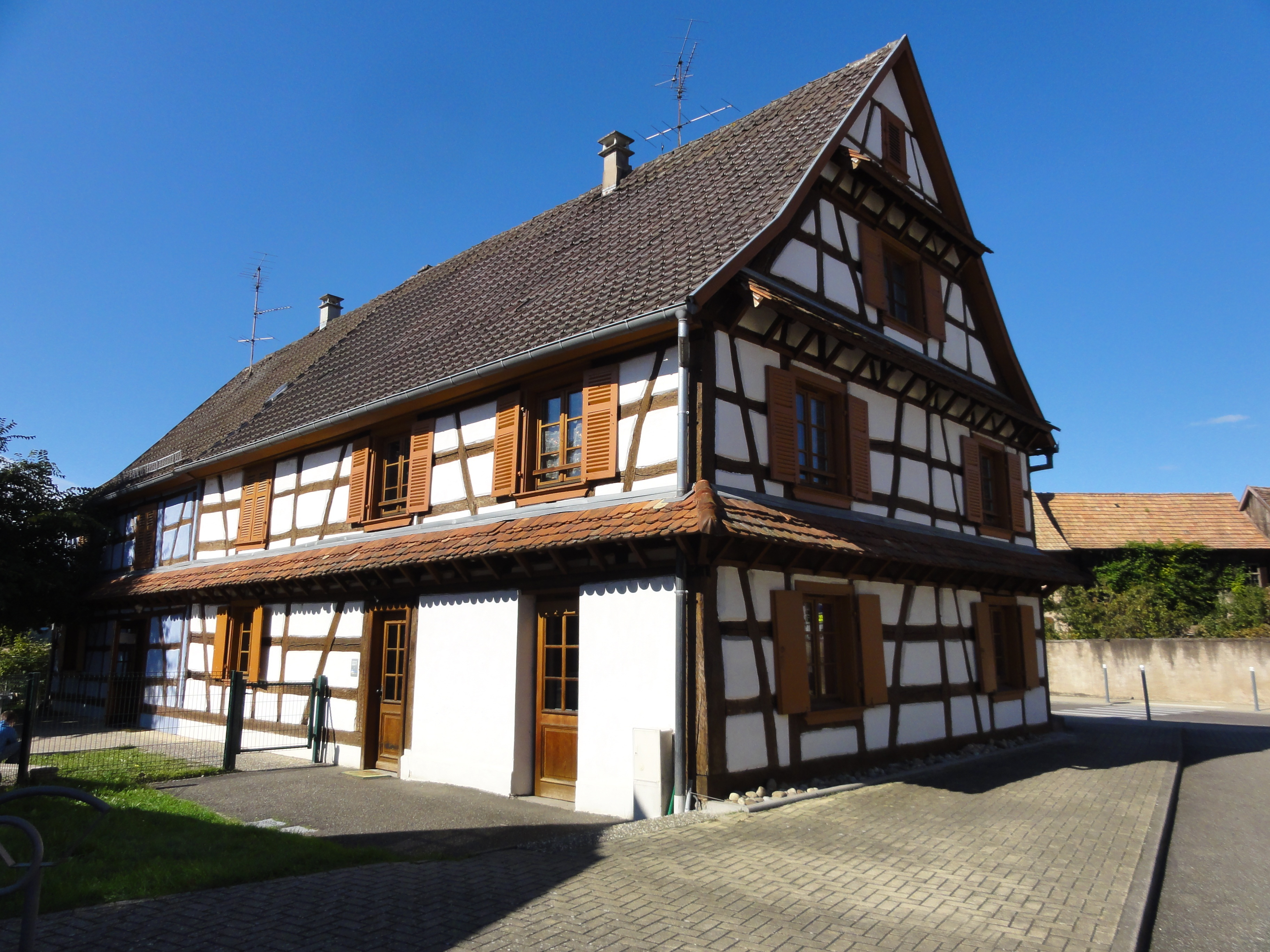
Фахверковый дом